# Ровінь
Ро́вінь (хорв. Rovinj, італ. Rovigno) — місто в Хорватії, на західному узбережжі півострова Істрія, одне з 9 найбільших міст півострова.
Старе місто Ровіня розташоване на півострові, схожому по формі на краплю, в центрі якої — кафедральний собор. Архіпелаг міста, на який відкривається чудова панорама з берегової лінії його історичного центру, налічує 22 острівця, серед яких найбільші й мальовничі — острови Св. Андрія і Св. Катерини. Нова частина міста витягнута вздовж узбережжя на північ і південь від півострова. Історичні назви — Ruigno, Ruvigno, Ruginio.

## Історія

### Давні часи
Перша згадка про місто сягає VII століття, коли була опублікована робота Каструм Рубіні «Космографія», однак наведені в ній географічні дослідження належали до V століття. В результаті можна з упевненістю стверджувати, що історія міста починається в період між III і V століттям. Археологічні розкопки роблять історію міста ще давнішої — згідно з їх результатами, перші поселення на цих місцях виникли ще за часів бронзової і залізної доби.
В історії міста багато цікавих сторінок: у різні часи воно перебувало під пануванням Візантійської імперії, під німецькими феодалами, Венеційською республікою, під австро-угорським, французьким і німецьким управлінням, кілька разів місто було спалене і спустошене. Для більшості цивілізацій місце розташування міста уявлялося дуже вигідним з точки зору географічного розташування. Проте протягом багатьох років місто домагалося своєї незалежності і боролося за власну автономію — саме тому воно так довго шукало владного покровителя, який запропонує найвигідніші умови для вирішення цього завдання.
У 1283 році Ровінь, слідом за Поречем, Новіградом і Умаґом, увійшов до складу Венеційської республіки. Зробивши такий вибір, місто отримало незалежність із деякими обмеженнями. Наприклад, Венеційська республіка залишала за собою право призначати суддю, який відповідно до своєї компетенції вів всі духовні, політичні, адміністративні, торговельні та інші справи. До Ради міста також допускалися тільки привілейовані родини, а судді, обрані цією Радою, вирішували виключно цивільні і кримінальні справи під керівництвом судді, призначеного Венецією.
У соціальному плані мешканці міста поділялися на два стани — аристократів і плебеїв. Відповідний поділ мав і уряд, що складався з Ради і Зборів. Членство в Раді передавалося у спадок. Мандат судді і претора був обмежений одним роком, а в 1306 році Сенат Венеції збільшив його термін до 16 місяців.
З часом у Ровіні з'являється товарна біржа — торговці і моряки поповнили список типових міських професій, основними з яких були риболовля і фермерство. Розвиток навігації також приніс до міста свої зміни — суперництво портових міст призвело до завоювання Ровіня Генуєю в 1379 році. Двома століттями пізніше (в 1579 і 1599 роках) місто знову було захоплено.
Наприкінці XV століття на узбережжі Істрії починається активне зростання народонаселення за рахунок біженців з центральної частини півострова, а також з Боснії та Далмації, Греції та Албанії, Північної Італії. У 1595 році населення міста становило 2800 жителів, в 1650 — 5000 осіб, у 1741 — 7966, а у 1775 — 13788 чоловік, що не могло не позначитися на міській архітектурі. Кількість поверхів будинків збільшується, а будинки починають тіснитися один до одного.

### XVIII—XXI століття
У XVIII столітті місто стає важливим морським портом, а місцеві моряки прославилися своїми навичками і хоробрістю, не раз продемонстрованими в битвах з турками в XVI столітті. Крім славних сторінок у міста була й зворотна сторона медалі — Ровінь був найбільшим центром контрабанди. Тут організовувалося чимало повстань (в 1767,1769, 1774 і 1780 роках) проти венеційського втручання.
12 травня 1797 року в місті було встановлено самоврядування — 18 представників населення, обраних демократичним зборами, увійшли до уряду, який керував містом. Проте вже в 1809 році тут вводиться французьке правління уряду Наполеона, яке тривало аж до відновлення австрійського суверенітету над цими областями в 1813 році. У 1821 році місту підтверджується його муніципальний статус, а з 1825 по 1860 воно входило до складу Істрійського графства.
З 1819 року в Ровіні йде активне будівництво — побудовано будівлю школи, в 1847 році створений паровий завод для виробництва пасти, в 1850 — заснована торгова палата, в 1853 — встановлено маяк на острові Св. Івана, з 1854 по 1865 — побудовано приміщення театру, в 1852 — цементна фабрика, в 1872 — тютюнова фабрика, в 1888 — міська лікарня. У 1876 року відкривається залізничне сполучення з іншими містами, а з 1905 року місто освітлюється газовими ліхтарями. З 1906 року починається міська телефонізація.
Зі зникненням австро-угорської монархії Ровінь потрапляє під італійський вплив, який продовжився аж до капітуляції Італії у вересні 1943 року. До кінця Другої світової війни містом керують німецькі загарбники. За підсумками війни вся Істрія увійшла до складу Югославії.
У 1990 році почався розпад СФРЮ, в результаті якого 25 червня 1991 року Хорватія оголосила себе суверенною незалежною державою і місто, як і весь півострів Істрія, увійшло до складу Хорватії.

## Населення
Місто, як і вся хорватська Істрія, багатонаціональне (хорвати, словенці, італійці, серби, албанці) і традиційно дуже терпиме до різних культур. Багато жителів визначають свою національність як «істрієць». Місто Ровінь — одне з останніх місць, де ще живі носії вимираючої істророманської мови, якою колись говорили майже на всьому південному заході півострова.
Населення громади за даними перепису 2011 року становило 14 294 осіб, 4 з яких назвали рідною українську мову. Населення самого міста становило 13 056 осіб. За даними 2021 року кількість населення становила 12 968 осіб.   
Динаміка чисельності населення громади:
Динаміка чисельності населення міста:

## Населені пункти
Крім міста Ровінь, до громади також входить Ровиньсько Село.

## Транспорт
Ровінь пов'язаний регулярним міжміським автобусним сполученням з іншими великими хорватськими містами, а також з Італією і Словенією. Місто пов'язане прибережними шосе з містами Пореч, Пула і Умаґ, а також з Рієкою і через неї з усією Хорватією.

## Клімат
Середня річна температура становить 14,22 °C, середня максимальна — 27,15 °C, а середня мінімальна — 0,94 °C. Середня річна кількість опадів — 785 мм.
| Клімат міста                                  | Клімат міста | Клімат міста | Клімат міста | Клімат міста | Клімат міста | Клімат міста | Клімат міста | Клімат міста | Клімат міста | Клімат міста | Клімат міста | Клімат міста | Клімат міста |
| Показник                                      | Січ.         | Лют.         | Бер.         | Квіт.        | Трав.        | Черв.        | Лип.         | Серп.        | Вер.         | Жовт.        | Лист.        | Груд.        |              |
| Середній максимум, °C                         | 10,01        | 10,34        | 13,20        | 17,04        | 22,01        | 26,28        | 27,15        | 26,93        | 22,33        | 18,19        | 13,21        | 9,88         |              |
| Середня температура, °C                       | 5,48         | 5,81         | 8,64         | 12,50        | 17,49        | 21,71        | 24,04        | 23,81        | 19,21        | 15,06        | 10,10        | 6,76         |              |
| Середній мінімум, °C                          | 0,94         | 1,25         | 4,13         | 7,96         | 12,93        | 17,21        | 20,95        | 20,70        | 16,09        | 11,94        | 6,99         | 3,66         |              |
| Норма опадів, мм                              | 59           | 48           | 54           | 64           | 57           | 66           | 43           | 69           | 75           | 91           | 91           | 68           |              |
| Середньомісячна швидкість вітру, м/с          | 2.48         | 2.69         | 2.78         | 2.76         | 2.49         | 2.40         | 2.40         | 2.38         | 2.48         | 2.68         | 2.78         | 2.68         |              |
| Середньомісячна сонячна радіація, кДж/м²·день | 4466         | 7426         | 10833        | 15370        | 19732        | 21599        | 22832        | 19472        | 14377        | 9097         | 4948         | 3823         |              |
| --------------------------------------------- | ------------ | ------------ | ------------ | ------------ | ------------ | ------------ | ------------ | ------------ | ------------ | ------------ | ------------ | ------------ | ------------ |
| Джерело:                                      |              |              |              |              |              |              |              |              |              |              |              |              |              |

## Визначні пам'ятки
Основні пам'ятки міста зосереджені в його старій частині. Багата різноманітними пам'ятниками романського стилю, вона приваблива для туристів. В архітектурі вдало поєднуються готика, ренесанс, бароко і неокласицизм. Три з семи міських брам (Брама на узбережжі, Брама під стіною і Свята брама) зберегли свою оригінальну форму.

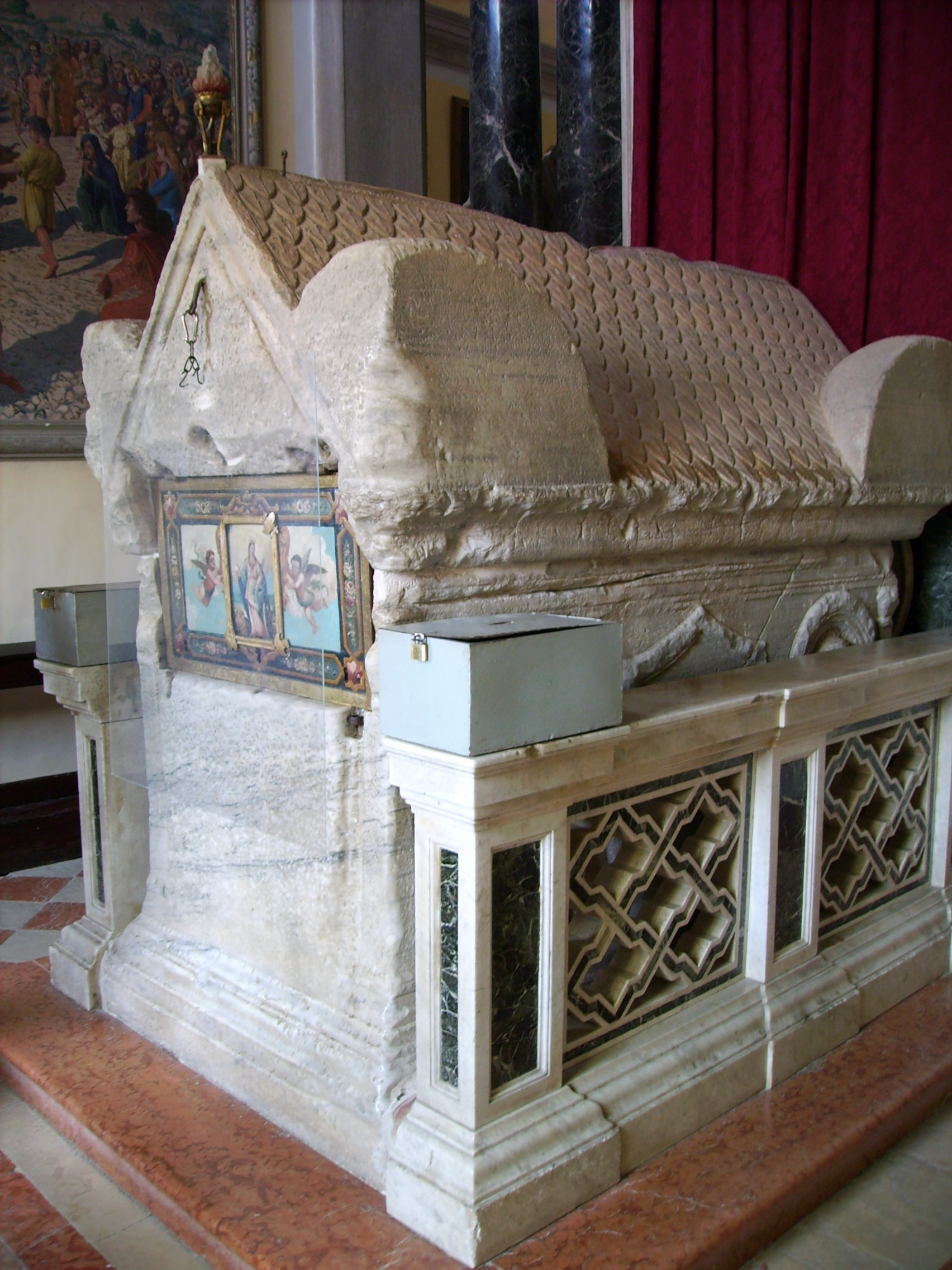
Саркофаг з мощами святої Євфимії в Ровіне

- Кафедральний собор св. Євфимії — будівля з 62-метровою дзвіницею, виконана в стилі бароко і відновлена в період між 1725 і 1736 роками, вважається однією з головних визначних пам'яток міста. На її місці до початку X століття розміщувалася церква Св. Георгія, статуя якого досі прикрашає головний вівтар. Роботи по перебудові храму тривали приблизно до 950 року, коли базиліка з трьома нефами і трьома круглими абсидами постала в своєму новому образі перед мешканцями міста. У центрі був розміщений саркофаг з тілом великомучениці Євфимії, за часів правління Діоклетіана замученої й кинутої у в'язницю за своє християнське віросповідання. 16 вересня 304 року вона померла, а віддані християни зберегли її тіло, перевезли його на батьківщину в Константинополь, де за дорученням імператора Костянтина в її честь була споруджена церква. У 800 році саркофаг зник і 13 липня того ж року прибув до Ровіня, що було сприйнято місцевим населенням як диво. 3 грудня 1651 почалося спорудження собору, що продовжувалося 26 років. У 1758 році дерев'яна статуя Св. Євфимії, розміщена на її шпилі, була замінена на мідну. Дзвіниця собору — найвища в Істрії, висота мідної статуї становить 4,7 метра. Щороку 16 вересня в Ровіні проходить паломництво на честь св. Євфимії, що збирає багато тисяч вірян зі всієї Європи.
- Каплиця Святої Трійці — семикутна будівля, найдобріше збережена стародавня споруда міста. Чудово поєднує в собі романський та готичний стилі. У наш час[коли?] виконує функції картинної галереї.
- Церква Діви Марії Милосердної — історичні документи не донесли до нашого часу дати її будівлі, проте достеменно відомо, що будівля, розташована на вулиці Carducci, була освячена в 1487 і відновлена в 1584 році. Під час відновлення було розширено її площу шляхом збільшення місця за вівтарем. Лави храму виконані у стилі пізнього бароко. На стінах розміщені предмети, що символізують велике морське минуле міста. На підлозі знаходиться надгробна плита графині Елізабетти Ангеліни-Каліффі, похованої тут 13 грудня 1762 року.
- Міська ратуша — на центральній площі біля порту.
- Палац Каліффі — палац у венеційському стилі, в якому зараз розташований міський музей.
- Лікарня доктора Мартіна — лікарняний комплекс, розташований на півострові Muccia, був відкритий 22 травня 1888 року. Спочатку в будівлі розташовувався морський санаторій Марії Терези, названий на честь австро-угорської ерцгерцогині яка відкрила його. На відкритті санаторію був присутній і сам ерцгерцог Карл Людовіг. З початку XX століття будівля була перепрофільована і в ній розмістилася Віденська міська лікарня, яка надалі отримала більш вузьку спрямованість ортопедичної хірургії.

В околицях міста багато пам'ятників природи: острови і узбережжя від острова Св. Івана (Sv. Ivan) до острова Двох Сестер (Dvije sestrice); морська та підводна частини Лімського каналу (хорв. Limski kanal) і частина Лімської лощини (хорв. Limska draga); лісопаркова зона «Punta Corrente»; болото «Palud»; печера «Romuald's» на південній стороні Лімського каналу і кар'єр «Monfiorenzo».

## Музеї
- Музей історії міста — заснований в 1954 році групою місцевих художників у палаці, який в XVII—XVIII столітті належав родині Каліффі. Має як постійну експозицію, так і надає свої зали для виставок твори мистецтва. За більш ніж 50 років існування в музеї зібрана значна колекція творів сучасних та старовинних майстрів, а також колекція археологічних знахідок. Через брак виставкових площ велика частина колекції музею знаходиться в запасниках.
- Музей родини Хаттерот — музей розташований у колишньому будинку лісника, на реставрацію якого і облаштування експозиції було витрачено 330 тис.кун. Відвідувачі музею можуть взяти участь у велосипедних екскурсіях для ознайомлення з найближчим лісовим масивом і народам, які його тваринним світом.
- Дім Батана — музей, присвячений батана — дерев'яній рибацькій плоскодонці — улюбленому судну міських рибалок. Човен став головним символом міста і використовувався багатьма родинами. Цей музей — перший в Середземномор'ї, який присвячений рибацькому судну. За допомогою інтерактивного екскурсу в історію, відвідувачі музею можуть ознайомитися з історією походження човна, його складовими частинами, процесом виготовлення. При музеї працює магазин подарунків, в якому відвідувачі можуть придбати великі і маленькі копії човна, листівки, графічні роботи і керамічні статуетки у вигляді батана.
- Францисканський монастир — побудований в стилі бароко монастир, розташований у північно-східній частині міста. Ідея відкриття музей в стінах ровіньського монастиря виникла в 70-х роки XX століття. В наш час[коли?] на першому поверсі східного крила розташована колекція творів художнього і прикладного мистецтва, також відвідувачам музею буде особливо цікавий побудований з мармуру головний вівтар і виконаний венеційськими майстрами живопис, що прикрашає внутрішні стіни храму.

## Клімат
Клімат в місті середземноморський з середньою температурою від 4,8 °C (у січні) до 22,3 °C (у липні). Середньорічна температура 16 °C. Температура води Адріатичного моря, що омиває узбережжя міста, з середини червня до середини вересня перевищує 20 °C, а його середньорічна температура дорівнює 16,6 °C. Річний рівень опадів — 940 мм при середньорічній вологості 72 %.
Світловий день з середини травня до середини вересня перевищує 10 годин.

## Уродженці
- Антоніо Іві (1851—1937) — італійський філолог-романіст.
- Фемі Бенуссі (нар. 1945) — італійська акторка та еротична модель.